# Nel Büch
Petronella (Nel) Büch (Amsterdam, 6 december 1931 – aldaar, 5 februari 2013) was een  Nederlandse atlete, die zich in het midden van de 20e eeuw hoofdzakelijk op de sprint manifesteerde.

## Loopbaan
In de eerste helft van de jaren vijftig maakte Büch, lid van de Amsterdamse atletiekvereniging Sagitta, enkele malen deel uit van de nationale 4 x 100 m vrouwenestafetteploeg.
Haar belangrijkste wapenfeit scoorde zij tijdens de Olympische Spelen van Helsinki in 1952. Samen met Puck Brouwer, Wil Lust en Gré de Jongh vestigde zij in de series in 47,1 s een nationaal record. Daarmee was op dit nummer voor het eerst sinds 1936 een Nederlandse record gerealiseerd waaraan Fanny Blankers-Koen part noch deel had. De ploeg had hiermee gelijk al haar kruit verschoten. In de finale finishte hetzelfde team in 47,8 namelijk als zesde en laatste. Nel Büch trad in Helsinki ook aan voor de 100 m individueel, maar sneuvelde in haar serie als derde in 12,6.
Büch behaalde geen enkele nationale titel. Daarvoor was op de 100 m de jarenlange suprematie van eerst Fanny Blankers-Koen, gevolgd door die van Puck van Duyne-Brouwer gewoon te groot.

## Persoonlijk record
| Onderdeel | Prestatie | Datum             | Plaats |
| --------- | --------- | ----------------- | ------ |
| 100 m     | 12,1 s *  | 13 september 1953 | Oss    |

* Er was sprake van rugwind